# Charles-Denis Bourbaki
Charles-Denis Sauter Bourbaki (Pau, 22 april 1816 – Bayonne, 22 september 1897) was een Frans generaal van Griekse afkomst ten tijde van het Tweede Franse Keizerrijk.

## Afkomst en opleiding
Charles-Denis Bourbaki was een zoon van de Griekse kolonel Constantin Denis Bourbaki (1787–1827), die sneuvelde in de Griekse Onafhankelijkheidsoorlog. Hij vatte zijn studies aan de École Spéciale Militaire de Saint-Cyr aan in 1836. Hij trad er toe tot de zoeaven. Nadien trad hij met de graad van luitenant toe tot het Vreemdelingenlegioen. Tevens was hij veldadjudant van de toenmalige Franse koning Lodewijk Filips.

## Militaire loopbaan
Zijn vuurdoop vond plaats gedurende de Franse verovering van Algerije in 1842. In 1849 was hij betrokken bij de Slag bij Zaatcha en een jaar later werd hij luitenant-kolonel van de zoeaven. In 1851 werd hij kolonel van de Turcos (een korps van Algerijnse scherpschutters). In 1854 voerde hij als brigadier-generaal het bevel over een deel van de Algerijnse troepen tijdens de Krimoorlog, waar zij deelnamen aan de Slag aan de Alma, de Slag bij Inkerman en de Belegering van Sebastopol
In 1857 werd hij tot divisiegeneraal benoemd en nam hij deel aan de Slag bij Icheriden, aan de zijde van generaal Patrice de Mac Mahon. Tijdens de Tweede Italiaanse Onafhankelijkheidsoorlog nam hij in 1859 deel aan de Slag bij Magenta en de Slag bij Solferino onder gezag van generaal François Certain de Canrobert.
In 1862 werd zijn naam vanwege zijn Griekse afkomst genoemd als mogelijke opvolger op de vacante Griekse troon, maar Bourbaki weigerde het aanbod.

## Frans-Duitse Oorlog
Tijdens de Frans-Duitse Oorlog in 1870 benoemde keizer Napoleon III Bourbaki tot bevelhebber over de Keizerlijke Garde. In deze hoedanigheid nam hij deel aan Beleg van Metz. Onder valse voorwendselen werd Bourbaki naar Hastings gelokt, de tijdelijke verblijfplaats van de Franse keizerin.
Na de afkondiging van de Derde Franse Republiek stelde Bourbaki zich ten dienste van Léon Gambetta, die minister van Binnenlandse Zaken was in de nieuwe republikeinse Regering van Nationale Verdediging. Op 22 oktober werd hij benoemd tot bevelhebber van het Armée du Nord, een functie waarin hij werd bijgestaan door kolonel Jean Farre en Achille Testelin, de prefect van het Noorderdepartement. Op 10 november 1870 werd hij van deze taak ontheven om bevelhebber te worden van het Armée de l'Est. Farre volgde hem op in zijn vorige functie.
Aan het hoofd van het slecht getrainde en slecht uitgeruste Armée de l'Est probeerde hij een einde te maken aan het Beleg van Belfort. Deze operatie levert al gauw bevoorradingsproblemen op. Na de onbenutte overwinning in de Slag bij Villersexel, leed het Armee de l'Est een nederlaag in de Slag bij Hérnicourt, beide in januari 1871.

### Vlucht naar Zwitserland

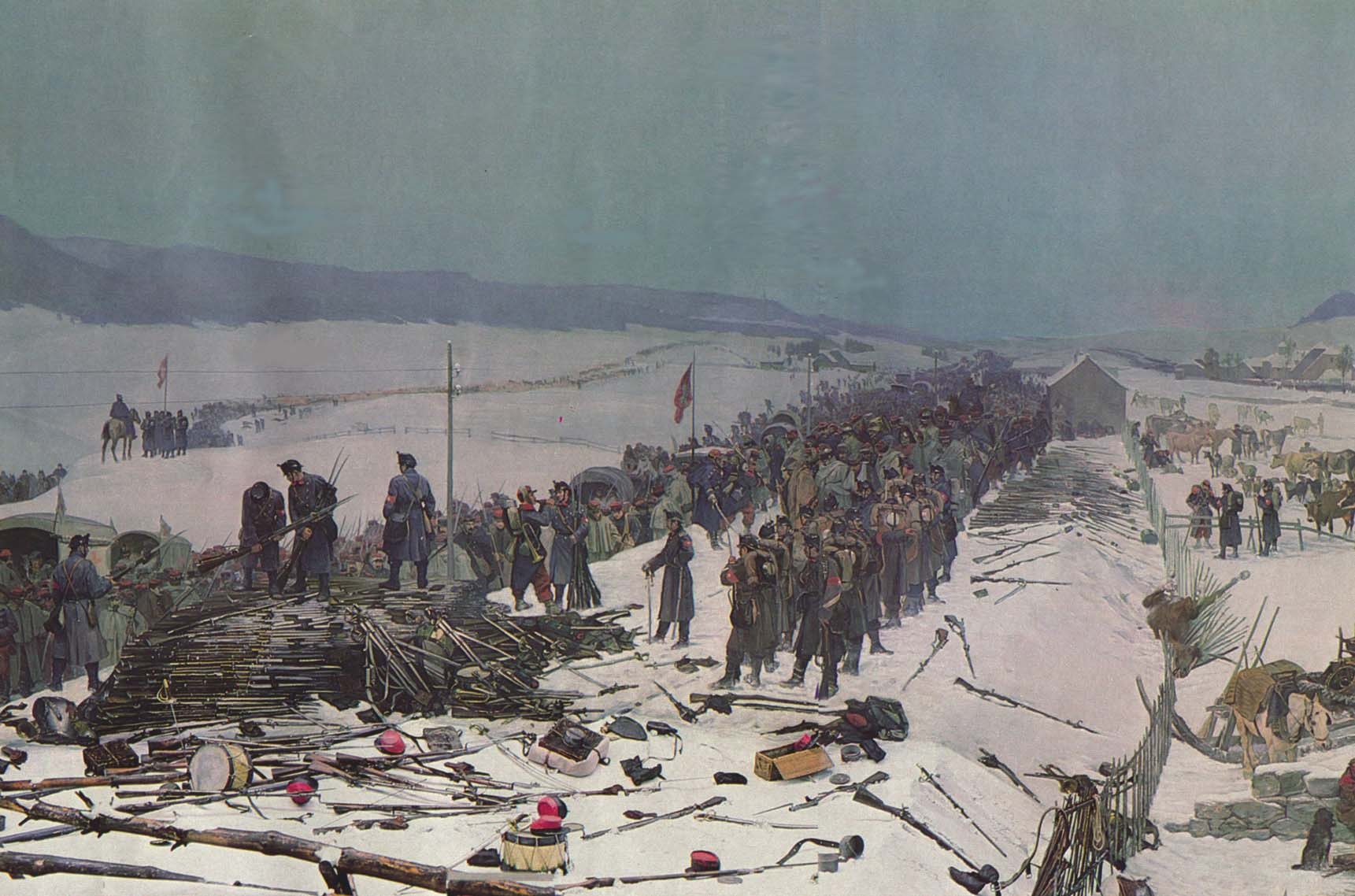
Een fragment uit het Bourbaki-panorama, een 112 meter lang schilderij over de overgave van Charles-Denis Bourbaki aan de Zwitsers.

De troepen van Bourbaki zetten hun terugtocht naar Besançon in, maar werden door Pruisische troepen onder leiding van Edwin von Manteuffel afgesneden. Dit genoodzaakte Bourbaki om zich terug te trekken naar Zwitserland, waarmee het de neutraliteit van dit land schond. In de Zwitserse dorpjes Les Verrières, Sainte-Croix en Vallorbe en werden zij ontwapend, om daarna te worden geïnterneerd in diverse Zwitserse kantons ingevolge de Conventie van Verrières. De troepen van Bourbaki bevonden zich op dat moment in een zeer benarde situatie, met een tekort aan voedsel. Van de 150.000 manschappen in het begin bleven er 84.000 over.
Om de vernedering van de overgave niet te hoeven ondergaan, droeg Bourbaki zijn functies over aan generaal Justin Clinchant en ondernam hij een zelfmoordpoging door zich door het hoofd te schieten. De kogel week echter af en ketste af op zijn schedel, waardoor hij op miraculeuze wijze overleefde.
Na de Franse nederlaag in deze oorlog tegen Pruisen werd Bourbaki verweten een te weinig strijdvaardige en voorzichtige houding te hebben aangenomen, de kracht van de vijand te hebben overschat en de kracht van zijn eigen troepen te hebben onderschat.

## Latere carrière
In juli 1871 werd Bourbaki militair gouverneur in Lyon. Omwille van zijn politieke ideeën werd hij overgeplaatst naar het reservekader in 1881. In 1885 stelde hij zich kandidaat om te zetelen in de Senaat, maar geraakte niet verkozen.

## Trivia
- De Zwitserse kunstenaar Auguste Bachelin vereeuwigde deze overgave van Bourbaki aan de Zwitsers in zijn geïllustreerde werken Aux frontières: neutralité, humanité, 1870-1871: notes et croquis uit 1871 en L'armée de l'Est en Suisse: notes et croquis uit 1872.[1]
- In het Frans kent men de uitdrukking "l'armée de Bourbaki" ("het leger van Bourbaki") als pejoratieve uitdrukking voor ongeorganiseerde, slecht uitgeruste, heterogene groep mensen.